# Carpophthorella semipennata
Carpophthorella semipennata är en tvåvingeart som beskrevs av Erich Martin Hering 1938. Carpophthorella semipennata ingår i släktet Carpophthorella och familjen borrflugor.
Artens utbredningsområde är Myanmar. Inga underarter finns listade.